# 吕克 (吉伦特省)
吕克（法語：Ruch）是法国吉伦特省的一个市镇，属于朗贡区（Langon）索韦泰尔德吉安县（Sauveterre-de-Guyenne）。该市镇总面积14.49平方公里，2009年时的人口为551人。

## 人口
吕克人口变化图示